# Манакін-червононіг
Манакін-червононіг (Chiroxiphia) — рід горобцеподібних птахів родини манакінових (Pipridae). Включає 5 видів. Поширені в Центральній і Південній Америці.

## Види
- Манакін-червононіг гострохвостий (Chiroxiphia lanceolata)
- Манакін-червононіг північний (Chiroxiphia linearis)
- Манакін-червононіг гвіанський (Chiroxiphia pareola)
- Манакін-червононіг перуанський (Chiroxiphia boliviana)
- Манакін-червононіг синій (Chiroxiphia caudata)